# 嶌信彦
嶌 信彦（しま のぶひこ、1942年〈昭和17年〉5月5日 - ）は、日本のジャーナリスト。毎日新聞社記者、白鷗大学経営学部教授、慶應義塾大学メディアコム講師を務めた。

## 来歴・人物
毎日新聞社記者だった父親の嶌信正が中国・南京に駐在していたため、同地で生まれる。後に信正は政治家・安井誠一郎の秘書を務め、1962年（昭和37年）には日本高架電鉄（後の東京モノレール）に入社し、取締役企画室長や監査役を歴任した。
東京都立日比谷高等学校卒業後、慶應義塾大学経済学部経済学科へ進学。在学中はマルクス、丸山、大塚、毛沢東等の書物を読んでいた。
大学卒業後、毎日新聞に入社。秋田支局を経て、東京本社経済部記者、ワシントン特派員など歴任。1987年（昭和62年）7月、現場キャップからデスクへの異動内示を打診されたことを機に、フリージャーナリストに転身し、TBSの『JNNニュース22プライムタイム』、『地球!朝一番』、『ブロードキャスター』等に出演する。
2003年（平成15年）から13年まで白鴎大学経営学部教授、2006年からは慶応大学メディアコム研究所講師も務めた。
1993年（平成5年）の椿事件では、鳥越俊太郎、筑紫哲也、田原総一朗、木村太郎と共に、椿貞良テレビ朝日取締役報道局長の証人喚問反対の緊急声明を発表。前田恒彦元検事らによる大阪地検特捜部主任検事証拠改ざん事件を受けて設置された「検察の在り方検討会議」、会計検査院「会計検査懇話会」、総務省「NHK海外情報発信強化に関する検討会」の委員なども担った。　　

## 著書

### 単著
- 『日本株式会社中間決算報告書』アイペック、1987年1月29日。ISBN 978-4870470507。
- 『1ドル=100円の世界』KKロングセラーズ、1988年5月。ISBN 978-4845402632。
- 『ブッシュ政権の「対日」政策 : ターゲットは日本のカネ・技術・安全保障』〈News package chase ; 4〉、アイペック、1989年1月25日。
- 『国際情勢を読む技術 : 90年代の新潮流をどう予測するか』PHP研究所、1989年4月24日。ISBN 978-4569524658。
- 『1990年・歴史の大転換が始まる : 日本と世界、変動の読み方』PHP研究所、1990年1月5日。ISBN 978-4569526775。
- 『日本の品性 YENの理念―90年代の世界と日本の課題』社会思想社、1990年12月。ISBN 978-4390603461。
- 『新・冷戦後 : ニュースキャスターが世紀末世界を読む』集英社、1992年1月1日。ISBN 978-4087801569。
- 『ジャパン・レボリューション―日本経済大転換へのシナリオ』東亜同文書院、1993年6月。ISBN 978-4810371444。
- 『メディア 影の権力者たち』講談社、1995年4月。ISBN 978-4062076289。
  - 『ニュースキャスターたちの24時間』講談社プラスアルファ文庫、1999年1月。ISBN 978-4062563178
- 『大競争時代の世紀末』東洋経済新報社、1995年6月。ISBN 978-4492392072。
- 『知りたいことが手に取るようにわかる「経済」の本』知的生きかた文庫、1995年10月。ISBN 978-4837907626。
- 『10の空洞化は克服できる―世紀末は好機の時代』角川書店、1995年10月。ISBN 978-4048340144。
- 『これから10年の生き方―「構想力」と「志」の時代』ザアール、1998年4月。ISBN 978-4916134042。
- 『自分を活かす構想力』小学館文庫、1999年9月。ISBN 978-4094036312。
- 『首脳外交――先進国サミットの裏面史』文春新書、2000年1月。ISBN 978-4166600830。
- 『嶌信彦の一筆入魂－21世紀はクール・ジャパンの時代－』財界研究所、2006年6月。ISBN 978-4879320506。
- 『儲かる感性 企業を生かす、地域を活かす』小学館、2006年7月。ISBN 978-4093797177。
- 『日本の「世界商品」力』集英社新書、2009年6月。ISBN 978-4087204971。
- 『日本人の覚悟―成熟経済を超える』実業之日本社、2014年1月。ISBN 978-4408333052。
- 『日本兵捕虜はシルクロードにオペラハウスを建てた』角川書店、2015年9月。ISBN 978-4041035375。
  - 『伝説となった日本兵捕虜 ソ連四大劇場を建てた男たち』角川新書、2019年9月。ISBN 978-4040823225。
- 『私のジャーナリスト人生　記者60年、世界と日本の現場をえぐる』財界研究所、2024年9月。ISBN 978-4879321664。

### 共著
- 岩國哲人、奥村宏、安井多市、近藤鉄雄ほか『崩壊!バブル大国"ニッポン"――これからどうなる証券・銀行・大蔵省』東洋経済新報社、1991年9月。ISBN 978-4492391549。
- 高木勝『「日本の時代」は再び来るか』時事通信、1994年6月。ISBN 978-4788794184。
- 渡辺利夫、藤村幸義、彭晋璋『華人経済の世紀―躍進中国の主役たち』プレジデント社、1994年7月。ISBN 978-4833415316。
- 榊原英資、TBS報道局経済部編 『日本経済は復活する! トップリーダーたちの解答』アスキーコミュニケーションズ、2003年2月。ISBN 978-4776200291。
- 榊原英資、TBS報道局経済部編 『会社は変えられる!―トップリーダーたちの解答』アスキーコミュニケーションズ、2003年3月。ISBN 978-4776200468。
- 榊原英資、TBS報道局経済部編 『トップリーダーたちの解答 中国は怖くない!―ミスター円と経済ジャーナリストが徹底検証!』アスキーコミュニケーションズ、2003年4月。ISBN 978-4776200574。

### 共編著
- 川勝平太『居心地のよい国ニッポン――ジャパニーズ・ドリーム』中央公論新社、2000年3月。ISBN 978-4120029882。

### 監訳
- ダニエル・パトリック・モイニハン著、リクター 香子訳『政治家は、未来を告げる声を聞く―病めるアメリカと闘った三十年』社会思想社、1998年9月。ISBN 978-4390604246。

### 監修
- 花井宏尹『こっそり読んで強くなる政治のしくみ―世の中のルールがこれでわかった!』ダイヤモンド社、1996年7月。ISBN 978-4478180136。
- 『2時間でわかる図解 新省庁のしくみと仕事が面白いほどよくわかる本―新しい中央官庁の組織が部・課レベルまでわかる!』中経出版、2000年9月。ISBN 978-4806113935。
- 『「政治」を生活に生かす目を持て!―“痛み”をやわらげるための「101のチェックポイント」』青春出版社、2001年10月。ISBN 978-4413018470。

## 出演番組

### テレビ
| 期間       | 期間      | 番組名                                             | 役職                            |
| ---------- | --------- | -------------------------------------------------- | ------------------------------- |
| 1987年10月 | 1988年9月 | JNNニュース22プライムタイム（TBS）                 | コメンテーター                  |
| 1989年4月  | 1991年3月 | 地球!朝一番（TBS）                                 | メインキャスター                |
| 1991年4月  | 1991年9月 | ブロードキャスター（TBS）                          | メインキャスター                |
| 1991年4月  | 1997年    | ブロードキャスター（TBS）                          | コメンテーター                  |
| 2000年12月 | 2015年3月 | グローバルナビフロント（BS-TBS）                   | レギュラー出演                  |
| 2003年4月  | 2005年3月 | ウォッチ!（TBS）                                   | 月曜日コメンテーター            |
| 2005年4月  | 2010年3月 | みのもんたの朝ズバッ!（TBS）                       | 木・金曜日→木曜日コメンテーター |
| 2013年4月  | 2021年3月 | ザ・インタビュー〜トップランナーの肖像〜（BS朝日） | インタビュアー出演              |

### ラジオ
いずれもTBSラジオ制作
- 好奇心の大統領（1989年10月 - 1990年9月）
- 森本毅郎・スタンバイ!
  - ニュースズームアップ（コメンテーター、火曜日→木曜日→火曜日→水曜日、1990年4月 - 2015年9月）
  - 話題のアンテナ 日本全国8時です（火曜日レギュラーゲスト、2015年10月 - 2017年3月）
- 嶌信彦のエネルギッシュトーク（2002年10月 - 2014年9月）
- 嶌信彦 人生百景「志の人たち」（2014年10月5日 - ）

### インターネット
- ケータイ・ジャーナリスト・コンテスト（審査員長として出演）

## CM
- 毎日新聞